# Agència Catalana de Cooperació al Desenvolupament
Agència Catalana de Cooperació al Desenvolupament (ACCD) és un organisme de la Generalitat de Catalunya responsable de gestionar les polítiques de cooperació al desenvolupament, construcció de pau, acció humanitària i drets humans per contribuir a l'erradicació de la pobresa i afavorir el desenvolupament humà sostenible.
Des de 2022 el seu director és Vicenç Margalef Parellada. Anteriorment han ocupat el càrrec Carme Gual i Marta Macias, entre d'altres.